# Songs We Sang 68
Songs We Sang 68 är ett musikalbum av Hep Stars, utgivet 1968. 

## Låtlista
Sida 1
1. Shake / Svenne I Love You / We Say Yeah
2. Let It Be Me
3. Goin' Out Of My Head / Can't Take My Eyes Off You *
4. You Keep Me Hangin' On
5. Svart-vit calypso ** / Naturbarn / Pata Pata / Charlotte's Children Game
6. Groovy Sommertime / Shake

Sida 2
1. Holiday For Clowns
2. A Flower In My Garden (Benny och Björn)
3. Save Your Heart For Me
4. Bilden av dig
5. Suddenly Tomorrow Is Today
6. Warten auf den Tag
7. Songs We Sang

*  Felstavat på omslaget, det står Can't take me yes off you
** Felstavat på omslaget, det står Svart-vit calpyso